# Tramlijn 12 (Rotterdam)
Tramlijn 12 van de RET is een versterkingslijn van tramlijn 23 tijdens voetbalwedstrijden, concerten en andere evenementen in De Kuip. Deze lijn rijdt op de volgende trajecten: Rotterdam Centraal - Stadion Feijenoord en Stadion Feijenoord - (P+R) Beverwaard.
Lijn 12 droeg tot het ingaan van de nieuwe dienstregeling in 2012 lijnnummer 29, maar dit is veranderd in 12 vanwege de verbondenheid met Het Legioen dat ook wel als Twaalfde Man wordt beschouwd.

## Eerdere lijnen met lijnnummer 12
Meerdere routes hebben in de loop der jaren lijnnumer 12 gehad:
1. Op 1 september 1926 werd onder nummer 12A een aanvullende tramlijn ingesteld tussen station Delftsche Poort en de Beijerlandselaan op de linker Maasoever, via de Willemsbrug.
2. Op 19 juni 1927 werd deze lijn verlengd naar de Groene Hilledijk. Door verdere verlengingen groeide lijn 12A uit tot een zelfstandige tramlijn; op 1 mei 1929 werd hij dan ook omgenummerd in lijn 9.
3. De derde tramlijn 12 reed van 1942 tot 1961 tussen enerzijds de Coolsingel (op de richtingfilm), maar feitelijk eerst het Bulgersteyn, later de Westblaak en anderzijds de Mijnsherenlaan. Deze lijn werd opgeheven omdat men begonnen was met de bouw van het metroviaduct op de Mijnsherenlaan. Met de opening van de Rotterdamse metro op 9 februari 1968 werden alle overige tramverbindingen tussen beide Maasoevers (2, 3, 9 en de stadiontrams) opgeheven.
4. Op 10 februari 1968 werd de vierde lijn 12 ingesteld als spitslijn tussen metrostation Maashaven en de Spinozaweg, een gedeelte van tramlijn 2. Vanaf 12 september 1968 ging de korttrajectlijn doorrijden tot voorbij het nieuwe spoorwegstation Lombardijen. Anno 2024 is nog steeds te zien dat Maashaven ooit het eindpunt van lijn 12 is geweest. De keerlus in de Gaesbeekstraat, die tot de opening van de remise Beverwaard in 2012 gebruikt werd om vanaf de rechter Maasoever naar de inmiddels afgebroken remise Hilledijk te komen, bestaat nog steeds uit twee sporen. Op 29 september 1974 werd lijn 12 verlengd naar het Prinsenplein, het oostelijke eindpunt van lijn 2, dat na de verlenging van lijn 2 naar Beverwaard in 1983 alleen nog in de spitsuren werd bereden. Nadat de lijn in de zomerdienst van 1992 al niet in exploitatie was werd de lijn een jaar later, op 7 juni 1993 geheel opgeheven. Dit omdat men moest bezuinigen en besloot het beschikbare materieel alleen nog op lijn 2 in te zetten, welke lijn een frequentie verhoging onderging, maar per saldo reden er minder trams dan voorheen. Het traject naar het Prinsenplein bleef liggen voor omleidingen en werd in 2004 onderdeel van van lijn 23 waarbij de keerlus Prinsenplein verdween.